# الکرسلبن
الکرسلبن (به آلمانی: Alkersleben) یک شهر در آلمان است که در تورینگن واقع شده‌است.

## خصوصیات
الکرسلبن ۶٫۹۸ کیلومترمربع مساحت دارد ۲۹۰ متر بالاتر از سطح دریا واقع شده‌است.